# Железни Брод
Железни Брод (чеська вимова: [ˈʒɛlɛzniː ˈbrot] ; нім. Eisenbrod) — місто в окрузі Яблонець над Нісою у Ліберецькому краї Чехії, приблизно одинадцять кілометрів на південний схід від Яблонця над Нісою. У всіх дванадцяти районах міста проживає приблизно 6100 мешканців. Травницький район міста має добре збережену народну архітектуру і охороняється як культурна пам'ятнка.

## Адміністративний поділ
Железни Брод складається з 12 муніципальних частин  і кількість населення згідно з переписом 2021 року:
- Железни Брод (4 197)
- Бзі (283)
- Хлистов (147)
- Горска Камʼяниця (113)
- Груба Горка (267)
- Їрков (208)
- Мала Горка (58)
- Пелєхов (134)
- Спилзов (45)
- Стревельна (42)
- Тєпеже (203)
- Веселі (37)

## Географія

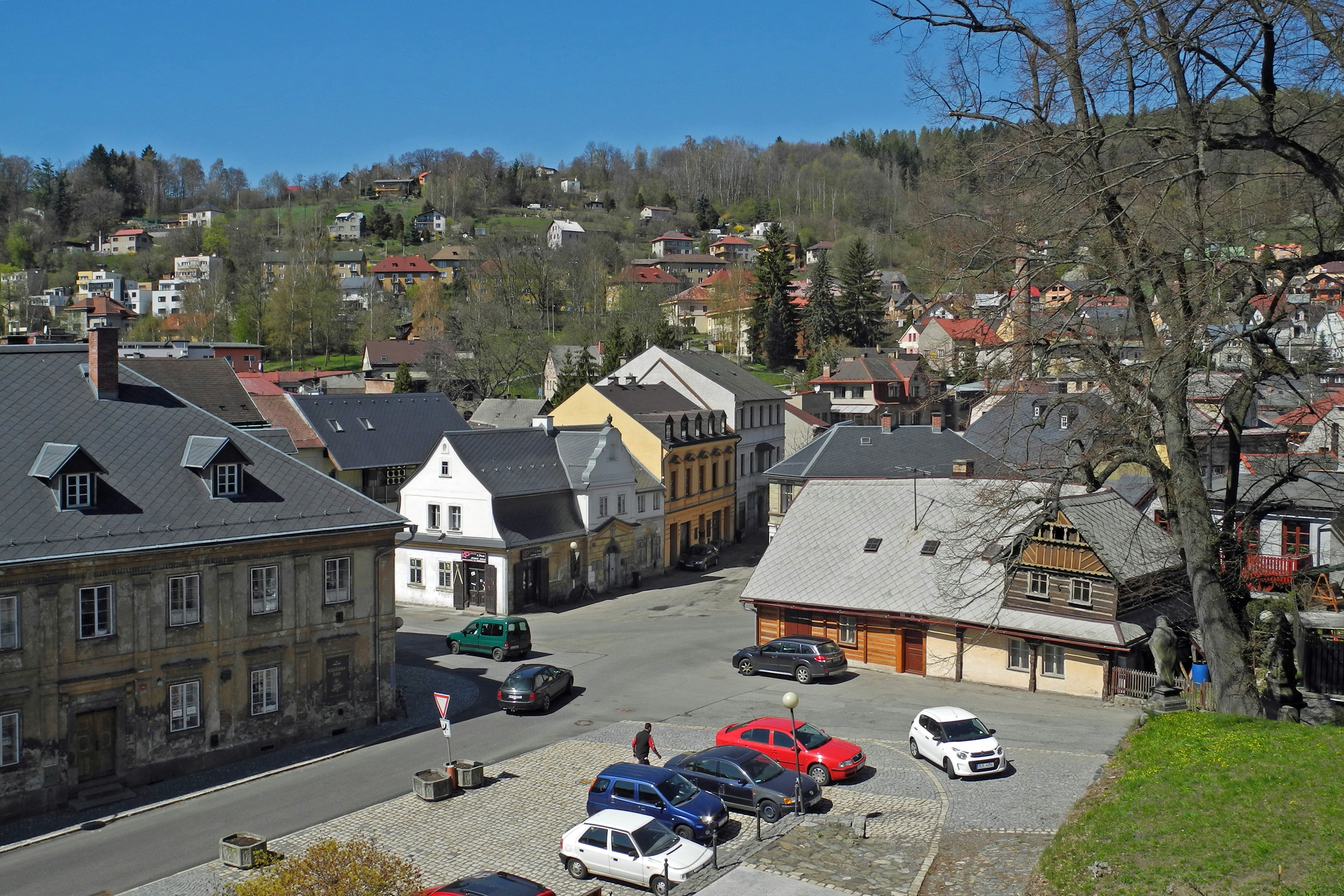
Вид на місто

Железни Брод знаходиться приблизно в 10 кілометрів (6 миля) на південний схід від Яблонця над Нісою . Він лежить у передгір'ях Крконошів. Найвища точка - 453 м (1 486 фут) над рівнем моря. Через місто протікає річка Їзера. Потік Жерновнік впадає в Їзеру у північній частині міста. Річка Каменіце протікає вздовж східного муніципального кордону перед тим, як влитися в Їзеру поза межами міста. 

## Історія
Железни Брод був заснований в 11 або 12 столітті як поселення під назвою Брод («брід») або Бродек («маленький брід»). Перша письмова згадка про Железни Брод згадується у 1352 році.  У 13 столітті король Оттокар II підвищив село до міста. У 1468 році місто було спалене, але в 1501 році король Владислав II відновив права міста і надав місту свій герб. Швидше за все, тоді ж до його назви було додано Železný («Залізний»), натякаючи на сталеливарний завод міста. 
У 1859 році Йоганн Лібіг купив тут великі земельні ділянки, провів меліорацію річки Їзера, а між 1879 і 1896 роками побудував бавовнопрядильні підприємства. Одночасно з ними була побудована робітнича колонія, а в 1912 році — заводський готель. Після 1948 року територія увійшла до складу Поїзерських бавовняних фабрик, згодом державного підприємства КОЛОРА. Один із корпусів реконструйований і пристосований під Котельну галерею в 1859 р.
У 1920 році тут була заснована середня художня школа скла (SUPŠ скла). Завдяки їй Железни Брод незабаром став важливим центром скляної промисловості та мистецтва. Міський музей детально знайомить з історією скляного виробництва у місті.

## Економіка
Промисловість міста представлена ювелірами, виробниками видувного скла, термометрів та дрібних скляних виробів.

## Транспорт
Железни Брод знаходиться на залізничній лінії Пардубіце – Ліберець .

## Пам'ятки
Ратуша збудована 1890 року у неоренесансному стилі. Міський театр і міська галерея Властіміла Ради розташовані в будівлі ратуші. На першому поверсі розміщено герб міста. 
У дерев’яному будинку під назвою Бєліште розташована етнографічна експозиція Міського музею, присвячена історії Железни Броду та його околиць. 
Будинок Клеменцовського — колишній міщанський дерев’яний будинок 1792 року, розташований на міській площі. З 1936 року будинок використовувався як частина приміщень для ощадних кас. Сьогодні будинок є частиною міського музею та містить експозицію склярства Железни Броду та галерею Станіслава Лібенського та Ярослави Брихтової.  

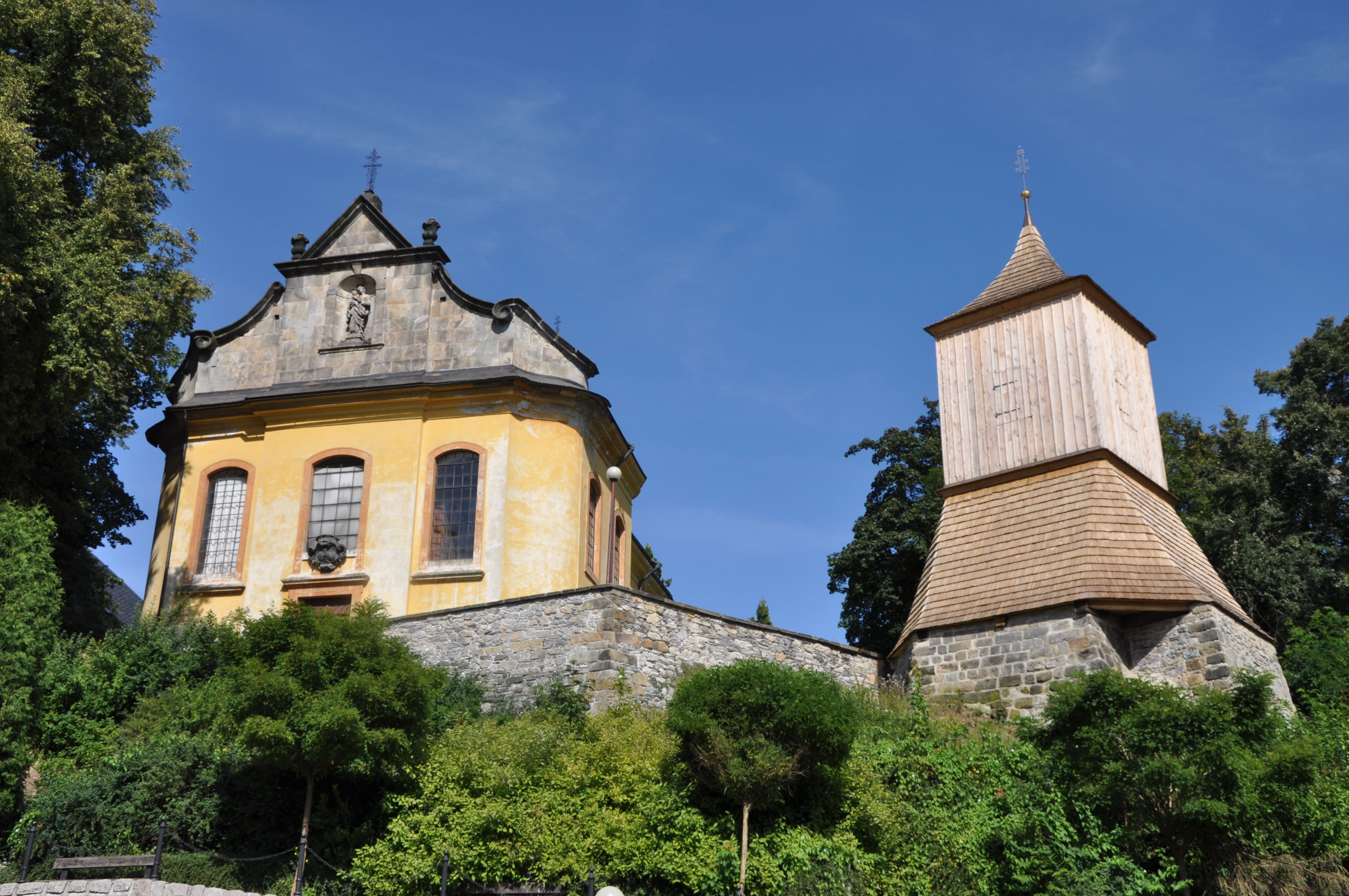
Костел Святого Якова Великого

Травницький район розташований на місці злиття Їзери та Жерновки. Він визначний набором пам'яток народної архітектури, утворених старовинними неокласичними та дерев'яними будинками XVIII-XIX століть. Серед найцінніших будинків – ампірні будинки під назвами Гросовсько та Кноповсько. Костел Святого Якова Великого в Травниках збудований наприкінці XVII ст., дерев’яна дзвіниця біля костелу датується 1761 р. Також є Міні-музей скляних вертепів . 
Костел Пресвятої Трійці в Бзі — сільська барокова церква. Він був побудований у 1692–1697 роках на місці старішої дерев’яної будівлі. 

## Видатні особистості
- Ян Дробний (1866–1948), чехословацький генерал;
- Марі Фабіановá (1872–1943), математикиня, вчителька, директорка школи, суфражистка та феміністка;
- Йозеф Матоушек Старший (1876–1945), чехословацький політик, міністр і член Національних зборів від Чехословацької національної демократії, потім сенатор від Національного об’єднання;
- Йозеф Кальфус (1880–1955), національний економіст, політик, міністр, учасник антинацистського опору;
- Їржі Плахі (1899–1952), актор;
- Рудольф Гашек (1899–1993), легіонер, учасник антинацистського опору, експортер біжутерії;
- Богуміл Ванчура (1922–2013), живописець, графік, типограф та ілюстратор;
- Православ Рада (1923–2011), скульптор, кераміст і педагог;
- Ярослава Брихтова (1924–2020), сучасна художниця.

## Міста-побратими
Місто Железни Брод є побратимом з: 
- Лауша, Німеччина
- Ольшина, Польша

Железни Брод також є містом-батьком чеського муніципалітету Хваліковіце .

## Зовнішні посилання
1. ↑  Register of territorial identification, addresses and real estates
2. 1 2  Register of territorial identification, addresses and real estates
3. 1 2 3 4 5 6 7 8 9 10 11  Czech location identification system — Czech Office of Surveying and Cadastre.
4. ↑  https://www.zeleznybrod.cz/files/zastupitelstvo/usneseni/zm-usneseni-2014-ustavujici-anon.pdf
5. ↑  Historický lexikon obcí České republiky 1869–2005: 1. díl / за ред. J. Růžková, J. Škrabal — ČSÚ, 2006. — 759 с. — ISBN 978-80-250-1310-6
6. ↑  Český statistický úřad Malý lexikon obcí České republiky – 2017 — Český statistický úřad, 2017.
7. ↑  Český statistický úřad Počet obyvatel v obcích - k 1. 1. 2025 — Praha: ČSÚ, 2025.
8. ↑  Public Census 2021 – basic data. Public Database (чес.). Czech Statistical Office. 2022.
9. ↑  Historický lexikon obcí České republiky 1869–2005. Т. 1. Český statistický úřad. с. 436. ISBN 80-250-1310-3.
10. 1 2  History of the town. Město Železný Brod. Процитовано 17 серпня 2021.
11. ↑  Železnobrodská radnice (чес.). Město Železný Brod. Процитовано 6 листопада 2022.
12. 1 2  Klemencovsko (чес.). Město Železný Brod. Процитовано 6 листопада 2022.
13. ↑  Městské muzeum (чес.). Město Železný Brod. Процитовано 6 листопада 2022.
14. ↑  Trávníky – památková rezervace (чес.). Město Železný Brod. Процитовано 6 листопада 2022.
15. ↑  Kostel Nejsvětější trojice ve Bzí (чес.). Město Železný Brod. Процитовано 6 листопада 2022.
16. ↑  Partnerská města (чес.). Město Železný Brod. Процитовано 16 серпня 2020.

| Чехія | Це незавершена стаття з географії Чехії. Ви можете допомогти проєкту, виправивши або дописавши її. |